# Викторов, Константин Николаевич
Константи́н Никола́евич Ви́кторов (16 сентября 1918, Зелёновка Самарской губернии — 2 февраля 1988, Тольятти) — советский войсковой разведчик, старший лейтенант, Герой Советского Союза.

## Биография
Русский, родился в семье крестьянина. Окончил два курса Саратовского рыбного техникума, работал в Куйбышеве на строительстве электростанции.
В Красной Армии с 1939 года. Окончил Тамбовское танковое училище. Принимал участие в боях на Халхин-Голе.
С августа 1942 года участвовал в Великой Отечественной войне (окончил курсы усовершенствования офицерского состава (КУОС)).
Воевал в звании старшего лейтенанта командиром 199-й отдельной разведроты (165-я стрелковая дивизия, 70-я армия, Второй Белорусский фронт). Неоднократно участвовал в разведывательных операциях.
В 1944 году при освобождении Польши, командуя группой бойцов, пробрался в тыл противника, атаковал штаб дивизии и похитил секретные документы с планами обороны города Торунь. При отходе и сам Викторов, и многие его бойцы были ранены.
Отличился Константин Викторов и весной 1945 года. Разведрота под его командованием преодолела реку Одер и в течение суток отразила четыре контратаки противника, но сумела удержать отвоёванный у немцев плацдарм до подхода основных сил. Викторов в этом бою был ранен, но продолжал руководить боем. В последующих боях на земле Германии проявил мужество и отвагу, особенно в боях под городом Грац (Германия).

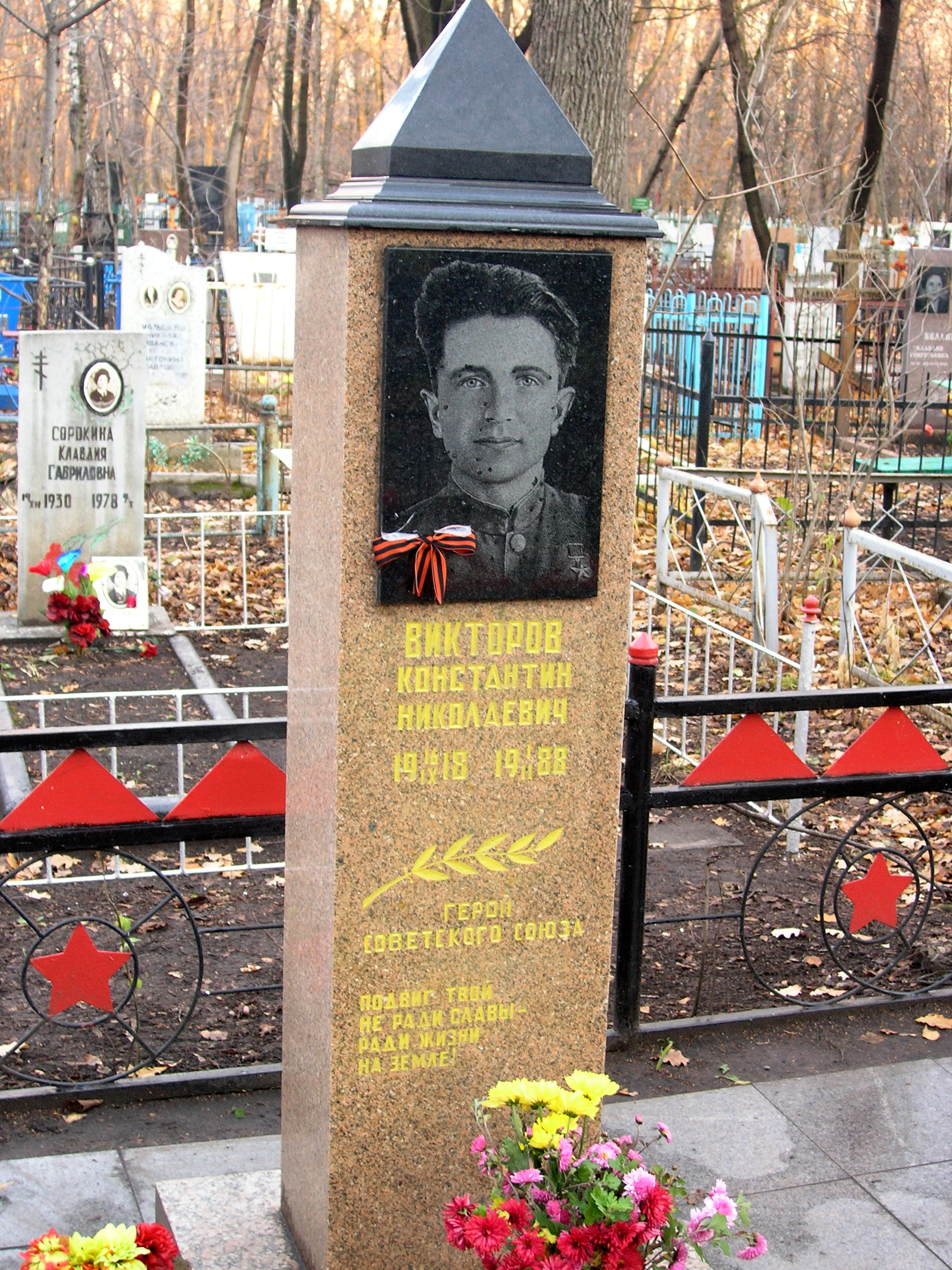
Могила Константина Викторова

В 1946 году вышел в запас в звании капитана. Жил в Тольятти, был на партийной и хозяйственной работе. Член КПСС с 1945 года.
Скончался в 1988 году, похоронен на Баныкинском кладбище Тольятти.

## Награды

Мемориальная доска на доме, где жил Константин Викторов

- Герой Советского Союза (№ 7093) — «за умелые и решительные действия при форсировании Одера, за героизм и мужество» (29 июня 1945)[1]
- Орден Ленина (29.06.1945)[1]
- Орден Отечественной войны I степени (06.04.1985)[2]
- Орден Отечественной войны II степени (21.02.1945)[1]
- Орден Красной Звезды (02.06.1945)[1]
- Медаль За отвагу (04.12.1942)[1]
- Медаль За победу над Германией в Великой Отечественной войне 1941—1945 гг. (09.05.1945)[1]

## Память
- В Тольятти на доме, где жил Викторов, установлена памятная доска (ул. Никонова, 38).
- Также именем Героя названа одна из улиц города.